# Sulfite

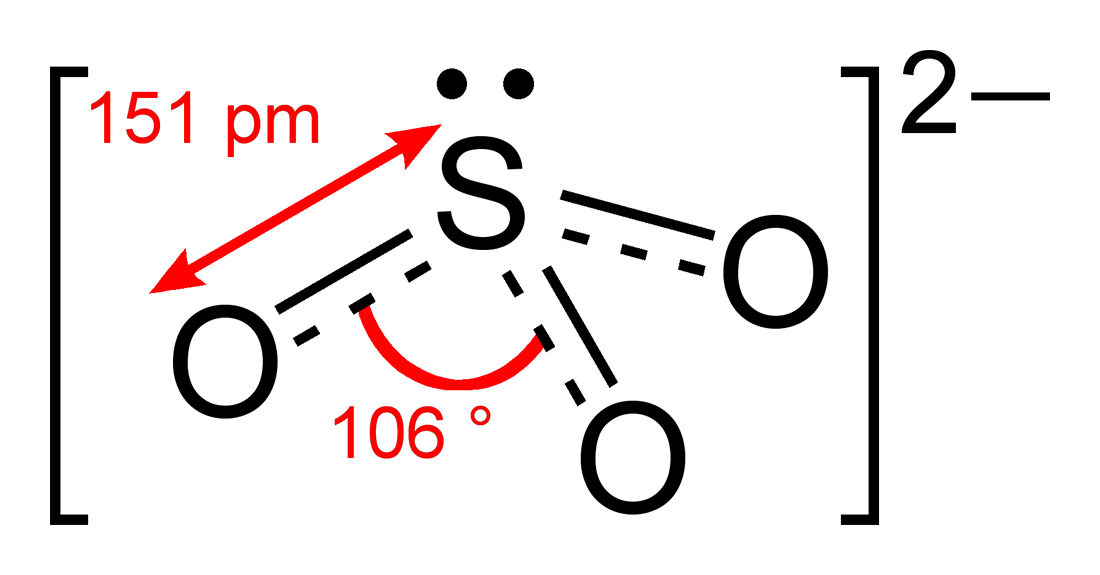
Structure de l'ion sulfite.

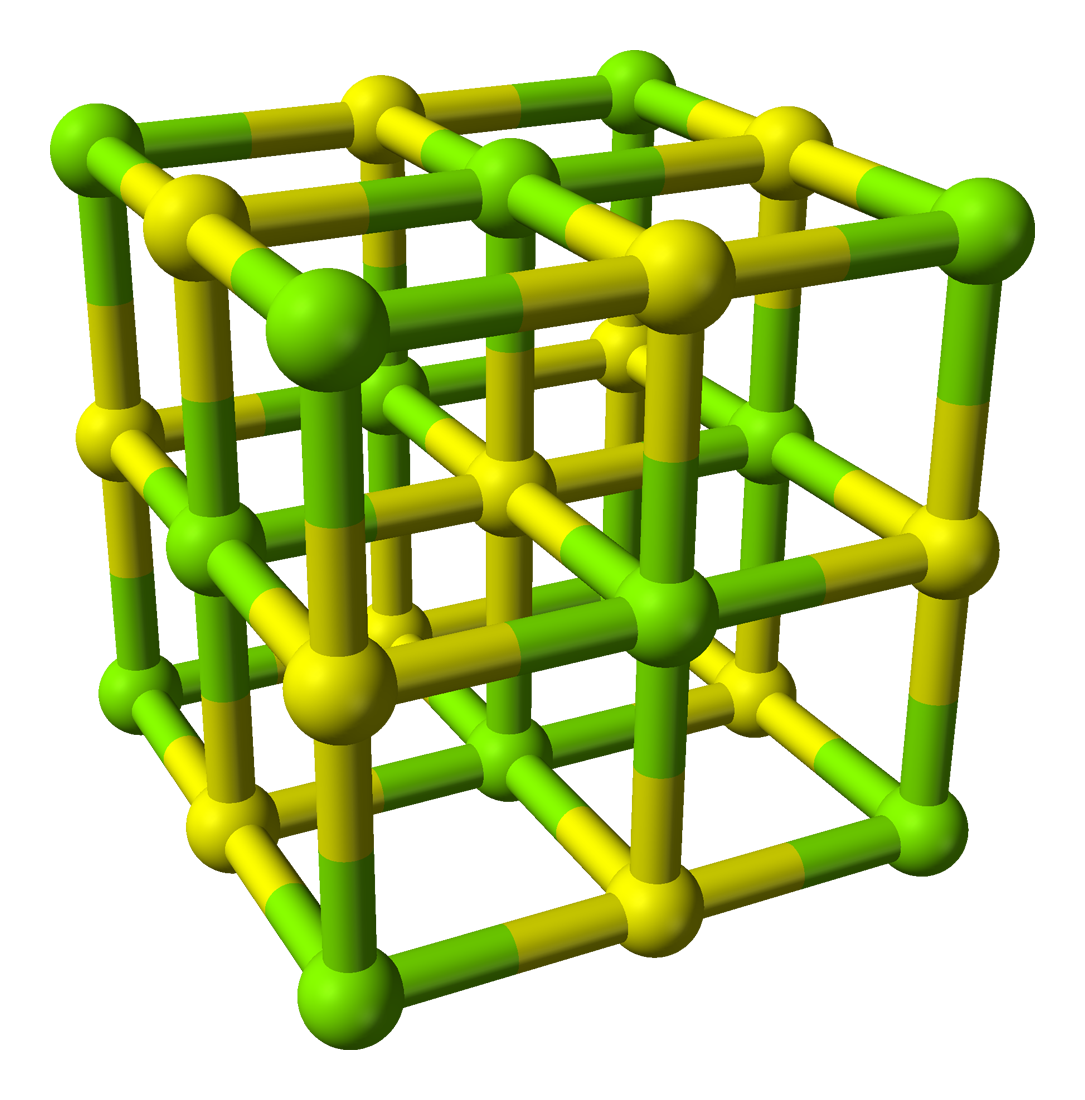
Représentation 3D du sulfite de magnésium.

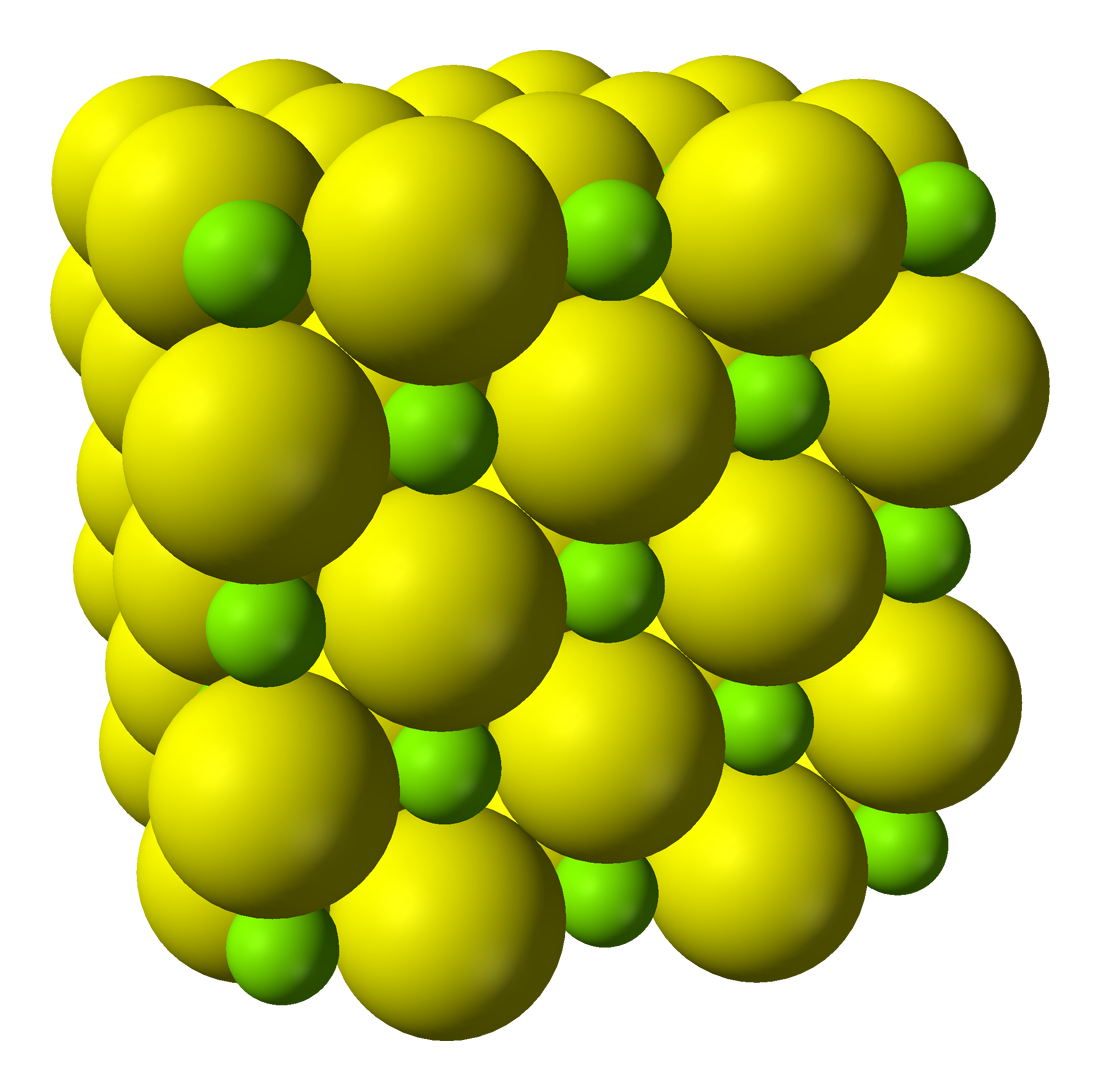
Autre représentation 3D du sulfite de magnésium

Les sulfites sont les sels de l'hypothétique acide sulfureux (H2SO3). La formule des anions sulfites est SO32−.
En chimie organique, les sulfites désignent également les esters formés à partir de l'acide sulfureux. Ils sont de type R-O-S(=O)-O-R' (où R et R' sont des restes organiques). Par exemple : le sulfite de diéthyle de formule semi-développée CH3CH2-O-S(=O)-O-CH2CH3.

## Utilisation
Les sulfites ont des propriétés antioxydantes et antibactériennes. C'est pourquoi des sulfites sont utilisés comme conservateurs, par exemple dans :
- le vin ;
- la bière ;
- le cidre ;
- le chouchen ;
- certaines pâtes alimentaires ;
- les pommes de terre séchées ;
- les fruits secs ;
- les cornichons en bocal ;

… pour empêcher l'oxydation.

## Intolérance
Certaines personnes peuvent développer une réaction inflammatoire lorsqu'elles consomment une certaine quantité de sulfites, généralement dans la demi-heure après l'ingestion, mais pouvant apparaître aussi de 24 à 48 heures après. Ces réactions sont caractérisées par des rhinorrhées, des éternuements, des démangeaisons, de l'urticaire, des douleurs abdominales voire des symptômes plus graves, comme un bronchospasme ou une réaction de type anaphylactique. Cependant, l'anaphylaxie sous-entend une réaction de type allergique vraie immédiate IgE dépendante. Or, il n'a jamais été mis en évidence d'IgE anti-sulfites, même si certains l'ont cru ou fait croire. Les sulfites n'obéissent pas à l'allergie de type I. Il faudrait parler d'intolérance plutôt que d'allergie. La gravité est moindre. Il y a probablement un effet quantitatif ou effet seuil (lorsque ce seuil est franchi, la capacité de la sulfite oxydase d'oxyder les sulfites en sulfates est dépassée), ce qui n'est pas toujours le cas pour l'anaphylaxie. Dans certains cas, les sulfites alimentaires peuvent aussi être la cause de crises hémorroïdaires.
« Il semblerait que 3 à 10 % des adultes asthmatiques présentent des réactions indésirables aux sulfites pouvant aller jusqu'à la mort dans certains cas. Les risques de réaction aux sulfites sont également très importants pour les personnes intolérantes à l'aspirine ». Ces réactions nécessitent des soins immédiats aux urgences. Les personnes qui risquent l'intolérance aux sulfites doivent donc absolument les éviter.
Une étude menée en 2017 par des chercheurs de l'université de Hawaï montre l’impact négatif des sulfites, même à une dose légalement autorisée, sur certaines bactéries présentes dans le microbiote intestinal humain.
D'autre part, une trop forte dose d'ions sulfite SO32− contenue dans un vin occasionne des céphalées aussi longues que douloureuses. De plus, il faut prendre en compte le fait qu'il existe une dose mortelle d'autant plus difficile à déterminer que les sulfites sont contenus dans de nombreux aliments.
Selon la Dr Gisèle Kanny, allergologue à Nancy et professeure à l’université de Lorraine, les sulfites ne seraient pas à l’origine des symptômes de maux de tête et des plaques rouges dont se plaignent de nombreux consommateurs de vin. Le responsable de ces symptômes serait plutôt l'acétaldéhyde ou éthanal.

## Photosensibilisation
Dans une étude de 1993, il a été mis en évidence que le sulfite de sodium et le disulfite de sodium provoquent une hémolyse lors d'une exposition à des rayons ultraviolets, les auteurs indiquant que ces sulfites pourraient contribuer à une sensibilité aux UVB et demandant d'autres études sur le sujet.

## Présence de sulfites
Les sulfites sont présents dans presque tous les vins, en tant que produit naturel de la fermentation alcoolique ou ajouté (voir Dioxyde de soufre en œnologie) ; en quantité plus importante dans les vins blancs de type moelleux ou demi-sec, un peu moins dans les blancs secs et encore moins dans les rouges. En France, depuis le 25 novembre 2005, les bouteilles doivent mentionner la présence de sulfites si la teneur en sulfites est supérieure à 10 mg/litre. Les vins élaborés à partir de raisins cultivés en agriculture biologique peuvent aussi contenir des sulfites mais en moindre quantité. Cette teneur varie en fonction de la couleur du vin, blanc, rosé, rouge et de la teneur en sucre résiduel soit entre 100 et 370 mg/L. Le cahier des charges de Demeter France est plus drastique. Le tout peut être pondéré en fonction des aléas climatiques.[réf. nécessaire].
Même si les crevettes ou les langoustines peuvent aussi être traitées avec des sulfites, il n'en est pas fait mention sur l'étiquette. En 1985, le gouvernement fédéral américain a interdit l'ajout de sulfites à la plupart des fruits et légumes frais, mais ni aux pommes de terre ni aux fruits secs.
En Europe, la déclaration de la présence de sulfites en tant qu'allergène dans les aliments est obligatoire dès que leur concentration atteint 10 mg/kg ou 10 mg/litre.
Les codes européens relatifs aux sulfites sont : 
- E220,
- E221,
- E222,
- E223,
- E224,
- E225,
- E226,
- E227,
- E228.

## Mise en évidence
En solution, les ions sulfites SO32− peuvent être mis en évidence avec n'importe quel acide H+ :
- il se produit un dégagement gazeux de dioxyde de soufre (SO2)
- et cette solution décolore le permanganate.